# Benedikt II.
Benedikt II., papa od 26. lipnja 684. do 8. svibnja 685. godine.

## Životopis
Za papu je izabran godine 683., ali je njegov pontifikat započeo tek službenom potvrdom tadašnjeg bizantskog cara Konstantina IV. 684. godine. "Liber Diurnus Romanorum Pontificum" navodi kako je od Konstantina uspio ishoditi odluku kojom se sve buduće potvrde papinskih izbora mogu dobiti od ravenskog egzarhata. U znak zahvalnosti je simbolički usvojio Konstantinove sinove Justinijana i Heraklija. Njegov kratki pontifikat je obilježila i uspješna primjena odluka Trećeg carigradskog sabora, odnosno suzbijanje monotelitsva u Hispaniji.
Umro je 8. svibnja 685. godine. Proglašen je svetim, a spomendan mu je 7. svibnja.